# Ray Tolbert
Raymond Lee Tolbert, detto Ray (Anderson, 10 settembre 1958), è un ex cestista e allenatore di pallacanestro statunitense, professionista nella NBA, in Italia e in Spagna.

## Carriera
È stato selezionato dai New Jersey Nets al primo giro del Draft NBA 1981 (18ª scelta assoluta).
Dopo aver lasciato la NBA, viene ingaggiato in Italia dalla Pepper Mestre nel 1984-85 alla corte del patròn Pieraldo Celada che lo rivorrà poi con sé a Desio nella stagione 1989-90.
Con gli Stati Uniti ha disputato i Giochi panamericani di San Juan 1979.

## Palmarès

### Giocatore
- McDonald's All-American Game (1977)
- Campione NIT (1979)
- Campione NCAA (1981)
- MVP NIT (1979)
- CBA All-Defensive Second Team (1986)